# Веселівка (Черняховський район)
Веселівка (колишній Юдшен нім. Judtschen, рос. Весёловка) — селище Черняховського району, Калінінградської області Росії. Входить до складу Свободненського сільського поселення.
Населення —  269 осіб (2015 рік). В поселенні знаходиться в занедбаному стані будинок Канта, де працював з  1747 по 1751 рік Іммануїл Кант.

## Населення
| 2002 | 2010 |
| ---- | ---- |
| 196  | ↗269 |